# Gefahrengebiet (Luftfahrt)
Als Gefahrengebiet (engl. danger area) bezeichnet man in der Luftfahrt einen festgelegten Luftraum, in dem zeitweilig oder dauerhaft Aktivitäten stattfinden, die eine Gefahr für Luftfahrzeuge darstellen.

## Grundlagen
Gefahrengebiete besitzen definierte vertikale und horizontale Ausmaße. Neben der räumlichen Ausdehnung verfügen Gefahrengebiet über eine zeitliche Wirksamkeit. Sie können durchgängig oder nur an bestimmten Tagen und zu festgelegten Uhrzeiten oder auch nur nach vorheriger Ankündigung per NOTAM wirksam sein. Die vertikale Ausdehnung ist ebenfalls im Einzelfall per NOTAM veränderbar. Permanente Gefahrengebiete sind im Luftfahrthandbuch veröffentlicht und werden auf Luftfahrtkarten (insbesondere ICAO-Karten) grafisch dargestellt sowie mit dem Ländercode und einem „D“ (für engl. danger) gefolgt von einer Seriennummer gekennzeichnet. Beispielsweise steht ED-D 41 für ein Gefahrengebiet, das sich entlang der Nordseeküste von Helgoland bis nach Sylt erstreckt (E = ICAO-Region Nordeuropa, D = Deutschland, D = danger).

## Unterschiede zu Luftsperr- und Flugbeschränkungsgebieten
Wie auch Luftsperr- und Flugbeschränkungsgebiete dienen Gefahrengebiete der Flugsicherheit. In ihnen existieren grundsätzlich die gleichen – meist militärisch bedingten – Gefahren wie in Flugbeschränkungsgebieten (Artillerie- und Flakschießen, Boden/Luftschießen, Luft/Luftschießen, Luftkampfübungen, Flüge von militärischen Drohnen, Absetzen von Luftlandetruppen etc.). Der Durchflug durch diese Gebiete ist jedoch nicht beschränkt oder erlaubnispflichtig. Gleichwohl gilt für Flugzeugführer die dringende Empfehlung, diese Gefahrengebiete zu meiden oder den Durchflug zuvor mit der Flugsicherung zu koordinieren.
Da Gefahrengebiete – im Gegensatz zu Luftsperr- und Flugbeschränkungsgebieten – auch außerhalb des  Hoheitsgebietes eines Staates definiert werden können, werden sie oft dort eingerichtet, wo ein Staat militärische Operationen und Übungen über Internationalen Gewässern durchführt. So liegen beispielsweise die vom Bundesministerium für Digitales und Verkehr (BMDV) festgelegten Gefahrengebiete ausschließlich außerhalb des deutschen Hoheitsgebietes (12-Meilen-Zone) über der Nord- und Ostsee.